# Lars-Gunnar Winqvist
Lars-Gunnar Winqvist (ur. 4 marca 1912 w Helsinkach, zm. 22 października 1999 w Houston) – fiński żeglarz, olimpijczyk.
W regatach rozegranych podczas Letnich Igrzysk Olimpijskich 1936 wystąpił w klasie 6 metrów zajmując 7. pozycję. Załogę jachtu Lyn tworzyli również Curt Mattson, Yngve Pacius, Ragnar Stenbäck i Holger Sumelius.
Stryj Jana Winquista, również żeglarza-olimpijczyka.